# توايس (فرقة)
 توايس (بالإنجليزية: Twice) هي فرقة فتيات تتكون من تسع عضوات نايون، جونغيون، مومو، سانا، جيهيو، مينا، داهيون، تشايونغ، وجويو تشكلت عام 2015، تابعة لوكالة جاي واي بي إنترتينمنت، تم اختيارهم من خلال البرنامج التنافسي Sixteen. ارتفعت شهرة توايس في عام 2016 مع أغنيتهم المنفردة "تشير آب"، التي احتلت المركز الأول على مخطط غاون الرقمي وأصبحت الأغنية المنفردة الأفضل أداء في المخططات للعام وفازت بـ "أغنية العام" في حفل جوائز ميلون الموسيقية وحفل جوائز امنت للموسيقى الآسيوية. بعد نجاحاتهم التجارية المتتالية في عامي 2016 و2017 أطلقت وسائل الإعلام الكورية على توايس اسم "فرقة فتيات الأمة".

## المسيرة الفنية
في 6 ديسمبر 2024، اصدرت الفرقة ألبومها المصغر الرابع عشر بعنوان «ستراتيجي» في 30 مايو 2025، تجاوز الفيديو الموسيقي لأغنية «تيتي»، 700 مليون مشاهدة على موقع يوتيوب. ليكون ثاني فيديو موسيقي للفرقة يتجاوز 700 مليون مشاهدة، بعد أغنية «ما هو الحب؟». في 11 يوليو 2025، اصدرت الفرقة ألبومها الرابع الكامل «This is For». شاركت الفرقة في مهرجان «لولابالوزا شيكاغو» الموسيقي في الفترة من 31 يوليو إلى 3 أغسطس 2025، في غراند بارك في مدينة شيكاغو الأمريكية.

## الاعضاء
| الإسم الفني | الإسم الفني | الإسم الحقيقي   | الإسم الحقيقي  | تاريخ الميلاد  | الجنسية        | الموقع                                   |
| اللاتينية   | الكورية     | اللاتينية       | Cor./Jap./Chi. | تاريخ الميلاد  | الجنسية        | الموقع                                   |
| ----------- | ----------- | --------------- | -------------- | -------------- | -------------- | ---------------------------------------- |
| نايون       | 나연        | Im Na-yeon      | 임나연         | 22 سبتمبر 1995 | كوريا الجنوبية | مغنية رئيسية , "مركز" الفرقة             |
| جونغيون     | 정연        | Yoo Jeong-yeon  | 유정연         | 01 نوفمبر 1996 | كوريا الجنوبية | مغنية رئيسية                             |
| مومو        | 모모        | Hirai Momo      | 平井 もも      | 09 نوفمبر 1996 | اليابان        | راقصة رئيسية، مغنية ثانوية، ومغنية راب   |
| سانا        | 사나        | Minatozaki Sana | 港先 サナ      | 29 ديسمبر 1996 | اليابان        | مغنية ثانوية، راقصة ثانوية               |
| جي هيو      | 지효        | Park Ji-hyo     | 박지수         | 01 فبراير 1997 | كوريا الجنوبية | قائدة الفرقة، مغنية رئيسية               |
| مينا        | 미나        | Myoui Mina      | ミョウィミナ   | 24 مارس 1997   | اليابان        | مغنية ثانوية، راقصة ثانوية               |
| داهيون      | 다현        | Kim Da-hyun     | 김다현         | 28 مايو 1998   | كوريا الجنوبية | مغنية راب ثانوية، مغنية ثانوية           |
| تشايونغ     | 채영        | Son Chae-young  | 손채영         | 23 أبريل 1999  | كوريا الجنوبية | مغنية راب رئيسية، مغنية ثانوية           |
| تزويو       | 쯔위        | Chou Tzuyu      | 周子瑜 ·       | 14 يونيو 1999  | تايوان         | راقصة ثانوية، مغنية ثانوية، ومظهر الفرقة |

## روابط خارجية
- الموقع الرسمي
- توايس على موقع IMDb (الإنجليزية)
- توايس على موقع ميوزك برينز (الإنجليزية)
- توايس على موقع أول ميوزيك (الإنجليزية)
- توايس على موقع ديسكوغز (الإنجليزية)
- Official TWICE Fanpage